# چقا سیف‌الدین
چقا سیف‌الدین (خمین) یا چغا سیف الدین،  روستایی از توابع بخش کمره شهرستان خمین در استان مرکزی ایران است.  

## جمعیت
این روستا در دهستان چهارچشمه قرار دارد و براساس سرشماری مرکز آمار ایران در سال ۱۳۸۵، جمعیت آن ۸۵۴ نفر (۲۲۱خانوار) بوده‌است.